# Anuraeopsis coelata
Anuraeopsis coelata är en hjuldjursart som beskrevs av de Beauchamp 1932. Anuraeopsis coelata ingår i släktet Anuraeopsis och familjen Brachionidae.

## Underarter
Arten delas in i följande underarter:
- A. c. coelata
- A. c. kehjengi